# Zemětřesení a tsunami v Tóhoku 2011
Zemětřesení a tsunami v Tóhoku o síle 8,9 stupně Richterovy škály (nejsilnější v dějinách Japonska, 4. až 5. nejsilnější ve známé historii) a následné až 38 metrů vysoké tsunami zasáhly v pátek 11. března 2011 v 5.46 UTC (14:46:18,1 místního času) severovýchodní pobřeží Japonska, zvláště prefekturu Mijagi v provincii Tóhoku. Hypocentrum zemětřesení bylo v moři u ostrova Honšú, zhruba 130 kilometrů východně od města Sendai v hloubce 24 kilometrů. Po hlavním otřesu následovalo několik slabších. Hlavní japonský ostrov Honšú se posunul o 2,4 metru, zemská osa se vychýlila přibližně o 16 cm.

## Příčina
Příčinou mimořádně[zdroj?] silného zemětřesení bylo uvolnění obrovského tlaku v místě, kde se nasouvá Pacifická deska pod desku Honšú. Pacifická deska se pohybuje velmi rychle, a to až 9 cm za rok. Tím vzniká na mnohem menší desku Honšú obrovský tlak, který se čas od času uvolní v podobě silného zemětřesení. Zlomové pásmo prasklo v délce 500 km, šířce 200 km a zdvihlo se o 3 metry. Povrchová energie zemětřesení byla (M e) o 1,9 ± 0,5×1017 J, což je 2× více, než při ničivém zemětřesení u ostrova Sumatra v roce 2004. Ekvivalent je přibližně 9320 gigatun TNT, což je 400 milionkrát více, než atomová bomba svržená na Hirošimu. Celková uvolněná energie byla dle USGS 3,9 ×1022 J, což je o něco méně, než u zemětřesení v roce 2004.

## Geofyzikální dopad
Severovýchodní Japonsko se vlivem zemětřesení posunulo o 2,4 metru k Severní Americe. Části Japonska nejblíže k epicentru, v délce 400 km, poklesly o 0,6 metru, což významně umožnilo šíření tsunami do vnitrozemí. Pacifická deska se posunula na západ až o 20 metrů. Zemská osa se posunula o 10 cm, což způsobilo změnu délky dne i naklonění planety Země. Den se zkrátil o 1,8 mikrosekundy.

## Otřesy
Během zemětřesení došlo celkově k 900 otřesům, z toho 60 bylo silnějších než stupeň 6 a nejméně tři silnější než stupeň 7. Vlivem otřesů zemřeli čtyři lidé a severní Japonsko bylo postiženo výpadkem elektřiny a mnoha požáry. Dotřesy trvaly až do června 2011.

## Tsunami

Tsunami se ve městě Mijako převaluje přes ochranou zeď. Výška vlny zde dosahovala 11,6 m.

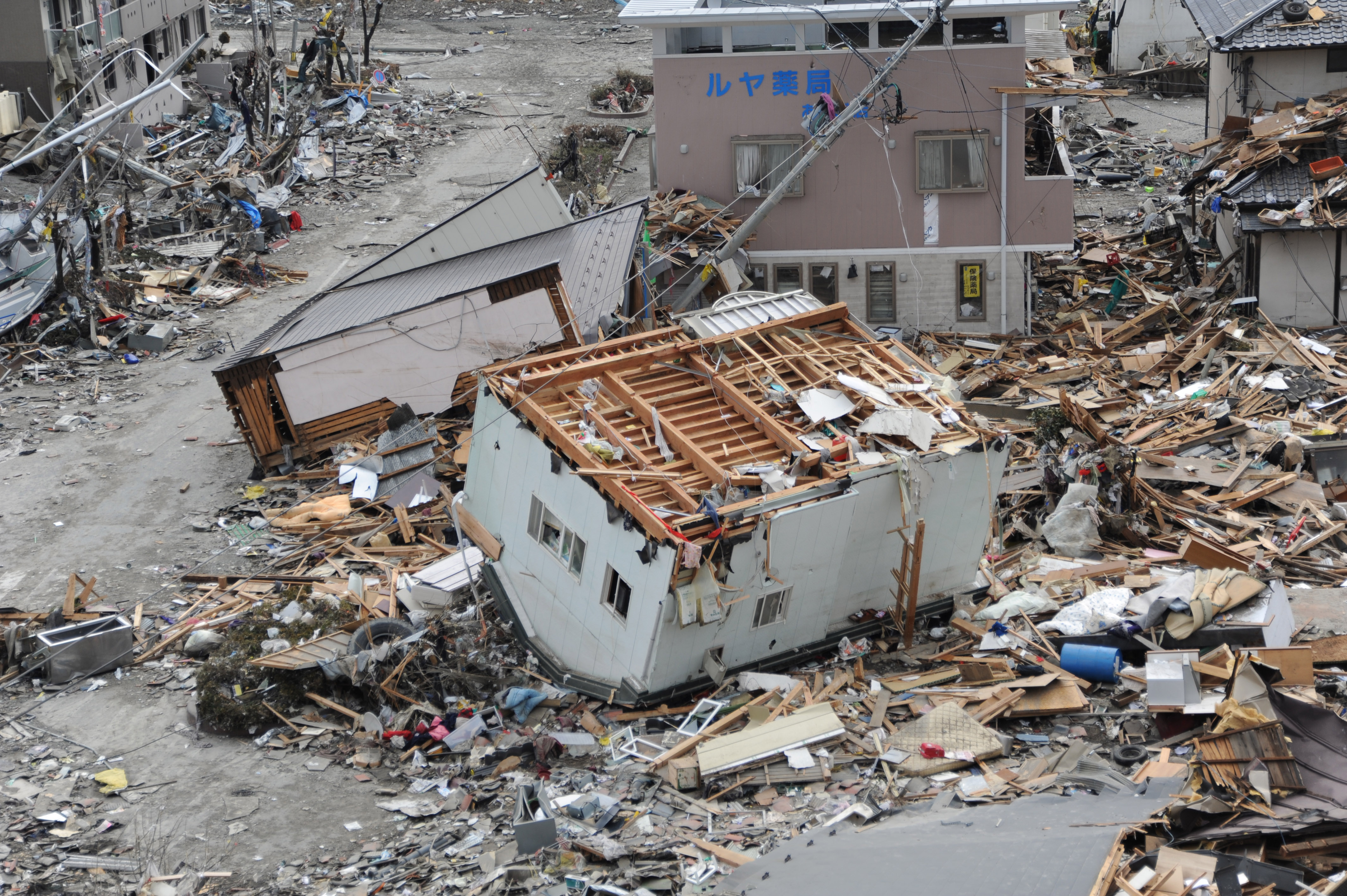
Město Ófunato zničené 24m vysokou vlnou tsunami

Největší zkázu, větší než samotné zemětřesení, přineslo následné tsunami. Vlnu vyvolal masivní zdvih mořského dna v šířce 180 km o 5–8 metrů, což nadzvedlo vodní sloupec nad úroveň oceánu. Tato gigantická vodní masa se začala ihned šířit všemi směry. Tsunami zasáhla prakticky všechna pobřeží Pacifiku, včetně 17 000 km vzdáleného Chile. Největší úder tsunami ovšem pocítilo nedaleké Japonsko. Při dosažení japonských břehů neztratila tsunami prakticky žádnou energii a v podstatě došlo k přesunu části oceánu směrem do japonského vnitrozemí. Zde došlo k ohromným škodám a ztrátám na lidských životech. Tsunami zdevastovala celé oblasti, místy až 15 km do vnitrozemí a vymazala celá města z mapy.
Japonská meteorologická agentura vydala v momentě zemětřesení, což bylo ve 14:46 JČ, varování před tsunami a vyhodnotila je jako nejzávažnější, tedy tzv. velké tsunami, což je vlna vyšší než 3 m. Nejvyšší vlna se očekávala v prefektuře Mijagi, a to až 10 m. První oblasti byly zasaženy již deset minut po vydání varování, respektive 10 minut po hlavním otřesu, což bylo způsobeno vzdáleností od epicentra pouhých 67 km. V 15:55 byla vlna pozorována na letišti Sendai v prefektuře Mijagi. Zde byla naměřena výška vlny 12–14 m, což překonalo původní odhady. Dopad tsunami na letiště Sendai i na celou prefekturu byl zaznamenán na videokameru z vrtulníku. Na běžně dostupných záběrech je vidět obrovská masa vody, hrnoucí celé budovy, automobily a další materiál velkou rychlostí vpřed, a auta, která se snaží zkáze všemožně uniknout.
Symbolem zničení se stalo město Minamisanriku, kde bylo po úderu 20 m vlny pohřešováno 9500 obyvatel. Města Kudži, Rikuzentakata a Ófunato byla úplně zničena. Velmi těžce poškozena byla města Kamaiši, Mijako, Ócuči a Jamada (v prefektuře Iwate), Namie, Soma a Minamisoma (v prefektuře Fukušima) a Šičigahama, Higašimacušima, Onagawa, Natori, Išinomaki a Kesennuma (v prefektuře Mijagi).
Do 90 minut bylo úderem několika po sobě jdoucích vln zasaženo a poškozeno 670 km pobřeží Japonska. Vlny dosahovaly výšky v rozmezí 3 až 39 metrů. Vlna o výšce 37,9 metru dopadla na čtvrť Taro v pobřežním městě Mijako, které se nachází v prefektuře Iwate na severním pobřeží Honšú. Z přístavu pak před sebou valila vše, co se ji postavilo do cesty. Odborníci z Tokijské univerzity chtěli ve výzkumu velikosti vln pokračovat a svá měření upřesňovat. Připouštěli i to, že vlny mohly být ještě vyšší.
Další mimořádně velké vlny zasáhly přístavní město Ófunato, kde dosahovaly výšky 24 metrů a rybářský přístav Onagawa, kde byla naměřena výška 15 metrů. Nejvyšší vlna dle odborníků Tokijské univerzity zasáhla přístav na poloostrově Omoe, kde dosahovala výšky 38,9 metru. To je považováno za japonský rekord, protože vlna tsunami po zemětřesení v roce 1896 měřila 38,2 metru.
Jedná se tedy o největší zaznamenané tsunami za posledních 128 let. Větší tsunami se naposledy vyskytly po výbuchu sopky Krakatoa, kdy vlny přesáhly výšku 40 metrů.

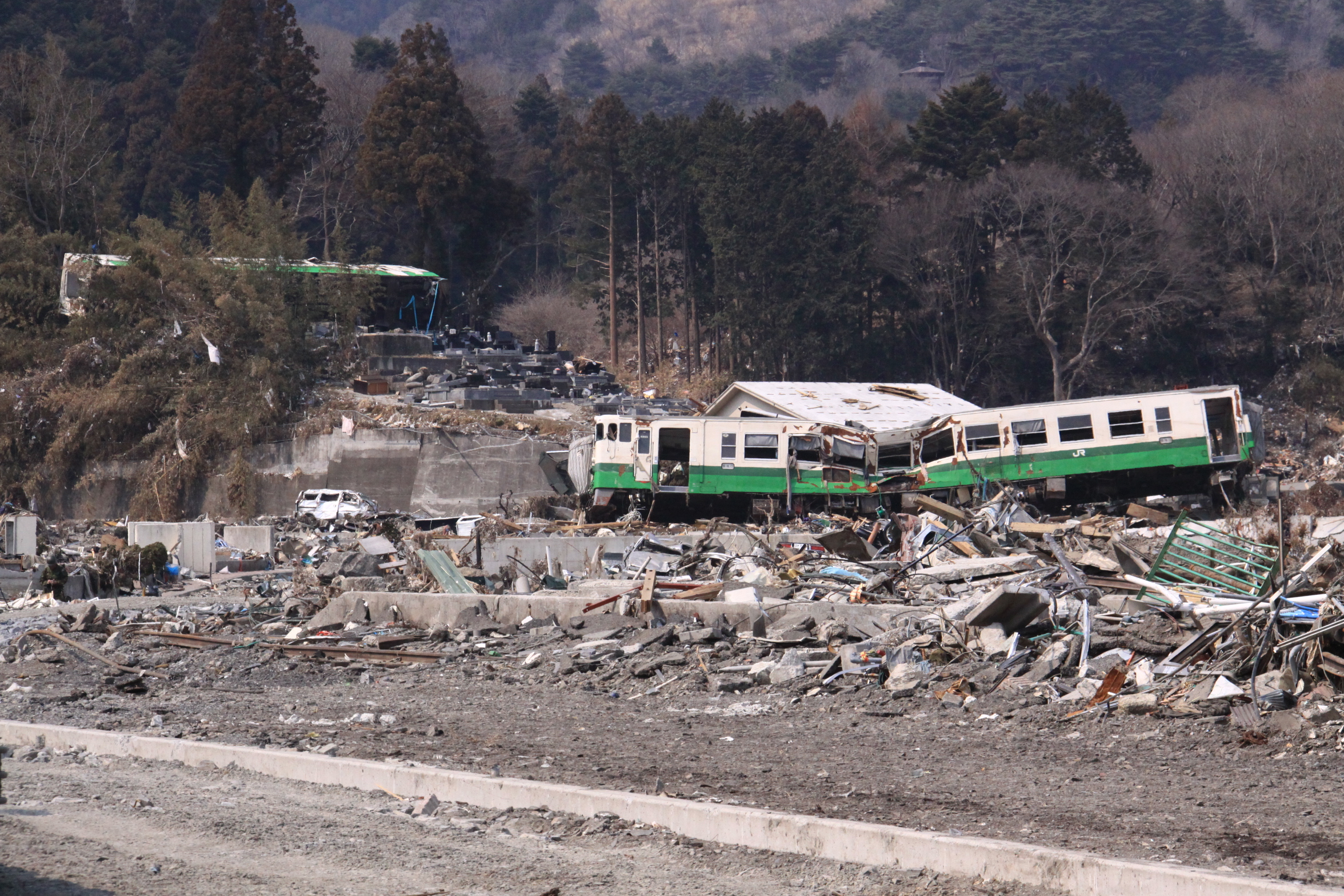
Vlak smetený vlnou tsunami

## Následky
Stejně jako u zemětřesení v roce 2004, největší škody a ztráty na lidských životech způsobilo tsunami, a to i přesto, že Japonsko bylo proti úderu silného tsunami dobře připraveno. Bohužel velikost vln přesáhla veškerá očekávání. Celé pobřeží Japonska je lemováno až 10 m vysokými vlnolamy, které se proti úderu vln tsunami vždy osvědčily. Tentokrát byla vlna častokrát i dvojnásobně vyšší než ochranné valy, které tudíž nemohly vlnu jakkoliv zastavit, maximálně zbrzdit první, většinou menší vlny. Na mnoha zveřejněných videích bylo vidět, že vlny byly v podstatě nezastavitelné. Největší škody vlny napáchaly ve skrytých zálivech a zátokách, kde se nejednalo o klasickou vodní stěnu, ale o náhlou záplavu, která neměla konce. Na mnoha místech se voda, bez jakýchkoliv předchozích průvodních jevů, zvedla během pěti minut i o 20 metrů. Mnoho lidí zemřelo i přesto, že se schovali na vyvýšená místa a střechy budov. Jednoduše podcenili, či nečekali tak masivní vzedmutí, které zničilo vše co mu stálo v cestě. Oběti ve věku 60 let nebo starší tvořily 65,2 % úmrtí. Tolik mrtvých způsobilo velké komplikace při tradičním japonském pohřbu žehem a mnoho těl muselo být pohřbeno v masových hrobech.
Jednalo se bezesporu o nejničivější katastrofu v dějinách, co se velikosti škod týče. Současné škody jsou odhadovány na 300 miliard amerických dolarů. Zničeno bylo 44 700 budov, vážně poškozeno kolem 150 000. Byla zničena klíčová infrastruktura, železnice, silnice, rozvod elektřiny, kanalizace. Vážně byl ochromen japonský průmysl, zejména automobilový, chemický a energetický. Zcela zničeno bylo několik důležitých přístavů, zavlažovacích přehrad, což způsobilo velké problémy se zásobováním vodou. Celé oblasti se ocitly bez elektřiny, tepla a vody, a to v zimním období. Podle oficiálních údajů zemřelo 15 889 lidí a 2 601 lidí se pohřešovalo, podle počtu obětí to ale nebylo největší japonské zemětřesení - to v oblasti Kanto 1.9.1923 si vyžádalo 143 tisíc
obětí. Kolem 4,4 milionu domácností v severovýchodním Japonsku zůstalo bez elektřiny a bez vody 3,8 milionu. Zemětřesení se zapsalo do historie jako páté nejsilnější v novodobé historii od roku 1900, jiné zdroje mluví o šestém nejsilnějším zemětřesení.
Zasaženy byly také čtyři jaderné elektrárny, celkově dohromady 11 reaktorů, z nichž nejhorší následky nesla jaderná elektrárna Fukušima I vlastněná společností TEPCO. V jejím prvním reaktoru selhalo nouzové chlazení a v 16:30 místního času vybuchl nahromaděný vodík. K výbuchu došlo v prostoru, který neobsahuje radioaktivní materiál. Veškeré obyvatelstvo v okruhu 20 km bylo evakuováno. O den později pak v elektrárně Fukušima I došlo k přehřívání prvního i druhého reaktoru. Z oblasti okolo elektrárny bylo evakuováno 200 000 lidí. Jen v prefektuře Mijagi (viz mapu Japonska s vyznačením postižené oblasti infoboxu) odhadovaly úřady po zemětřesení a přechodu tsunami počet obětí na více než 10 000, bez elektřiny je 5,6 milionu domácností. Komplikace nastaly i v jaderné elektrárně Onagawa.

## Galerie

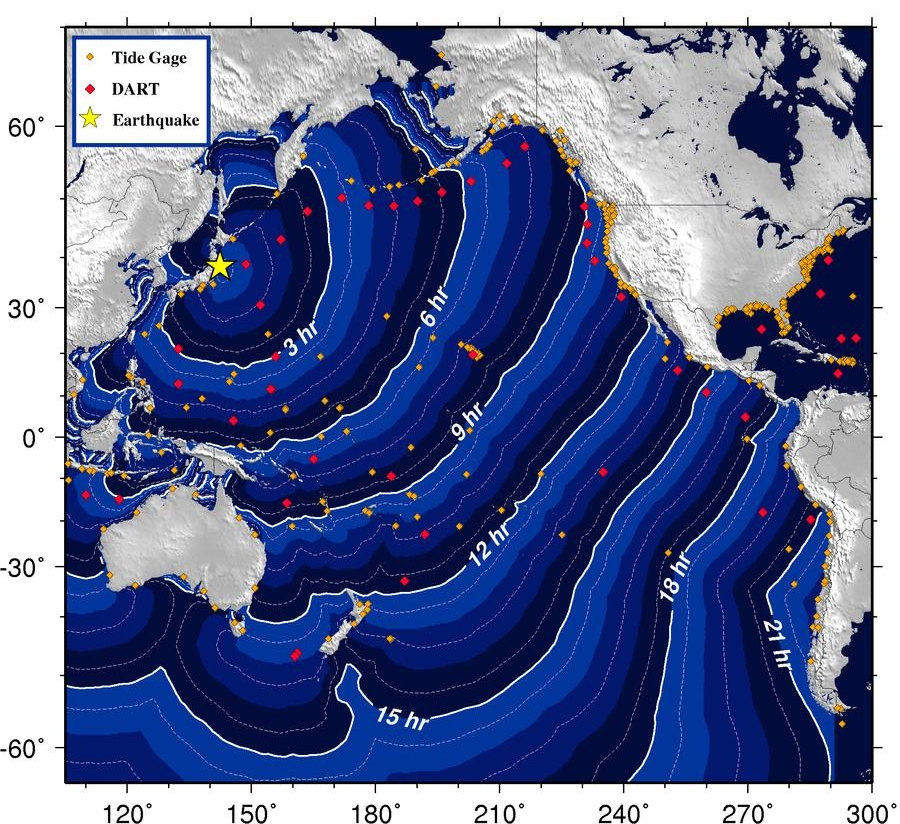
Předpověď harmonogramu šíření vln tsunami po moři, U.S. NOAA
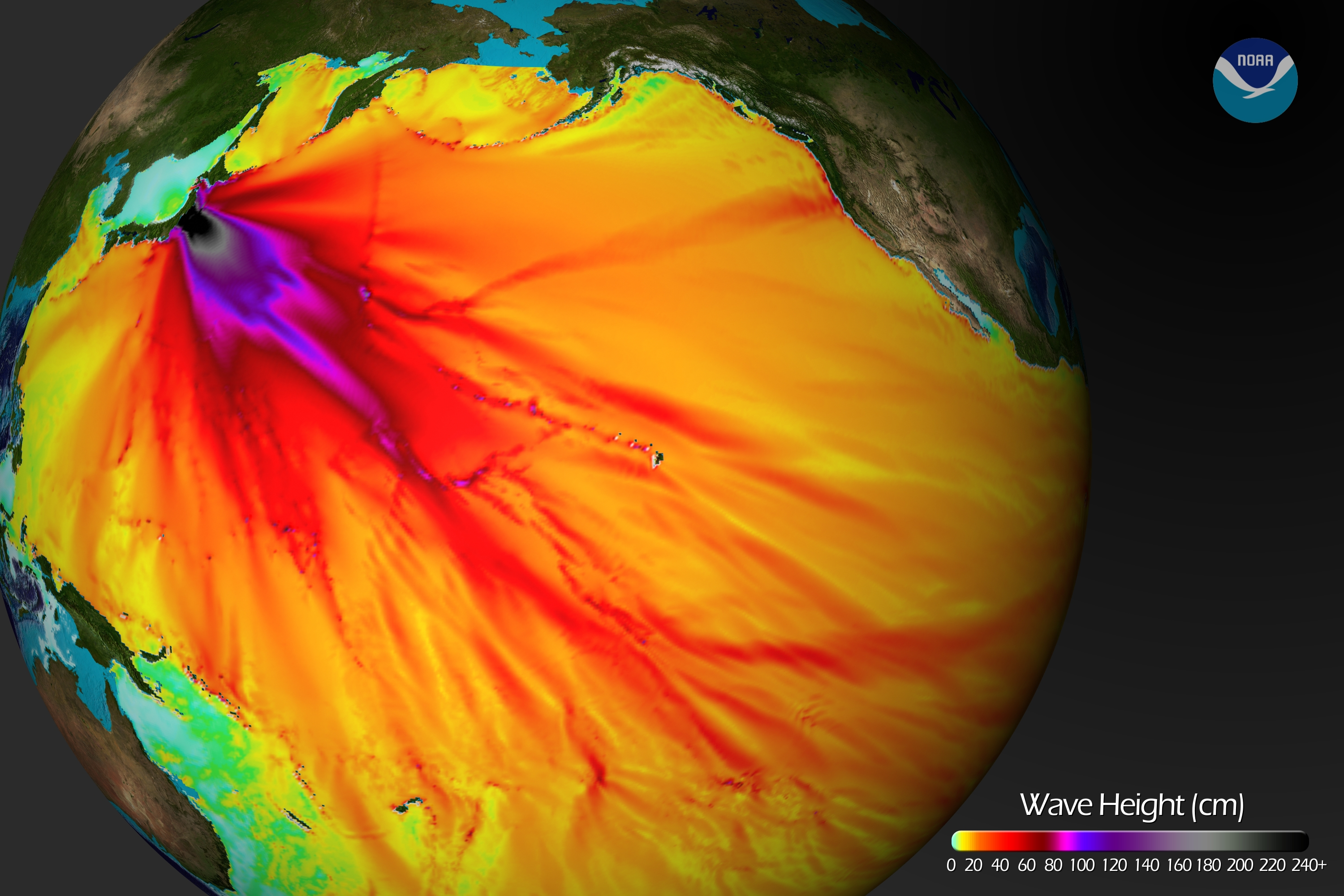
Výška vln tsunami
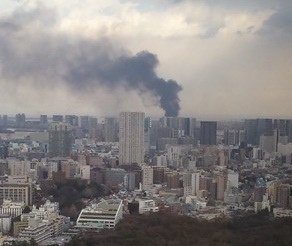
Požár v Tokiu
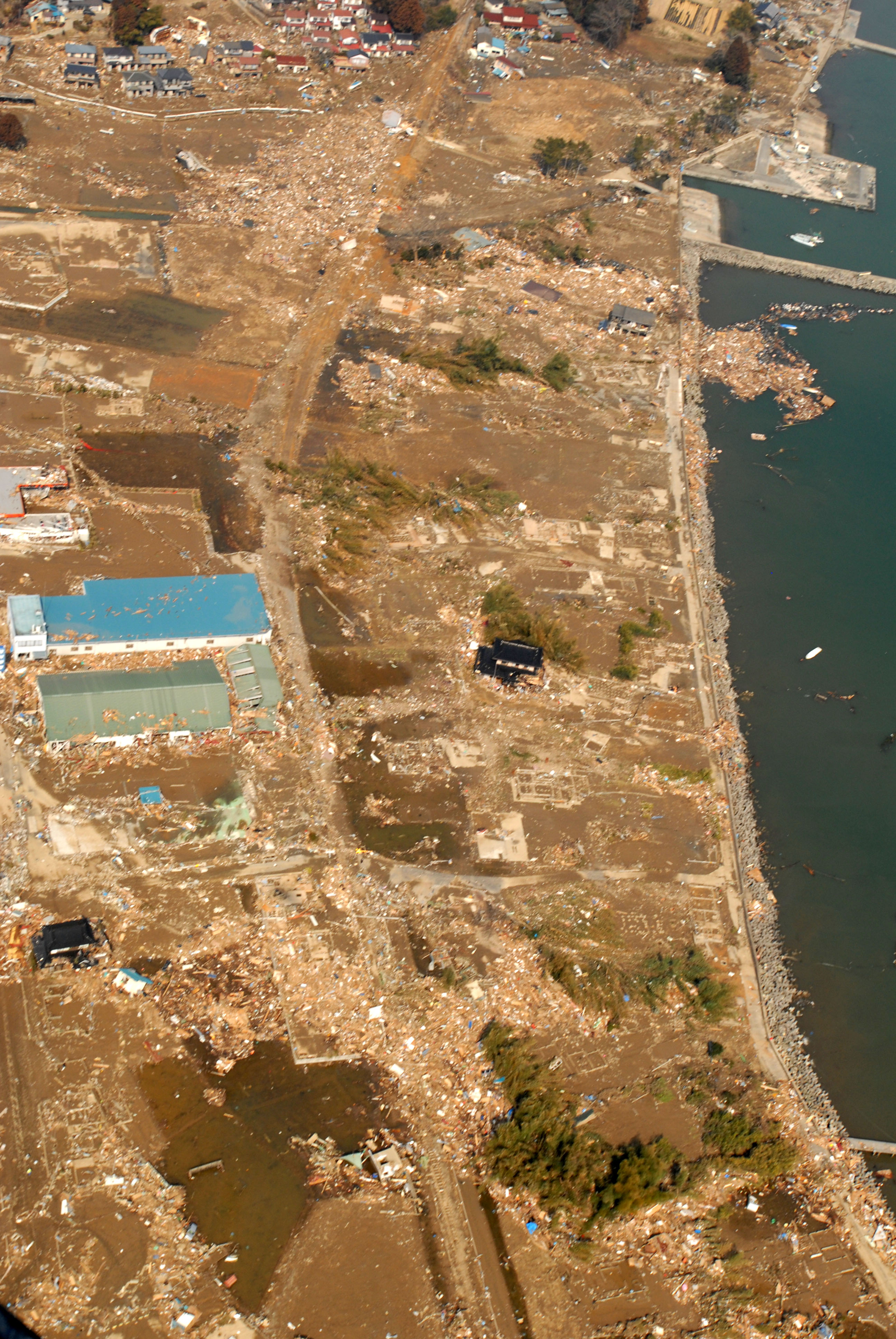
Poškozené pobřeží severně od Sendai, U.S. Navy
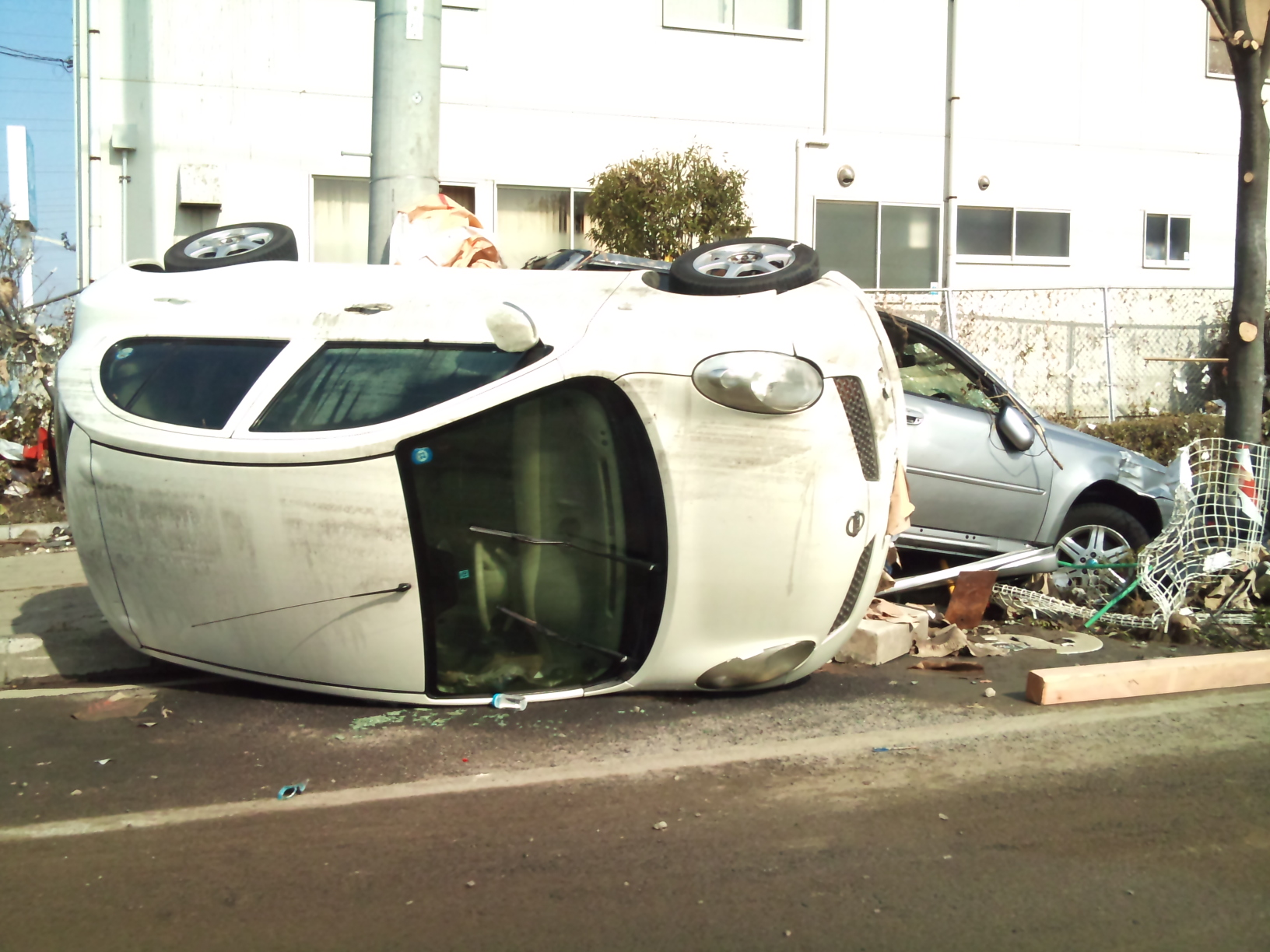
Škody ve městě Sendai
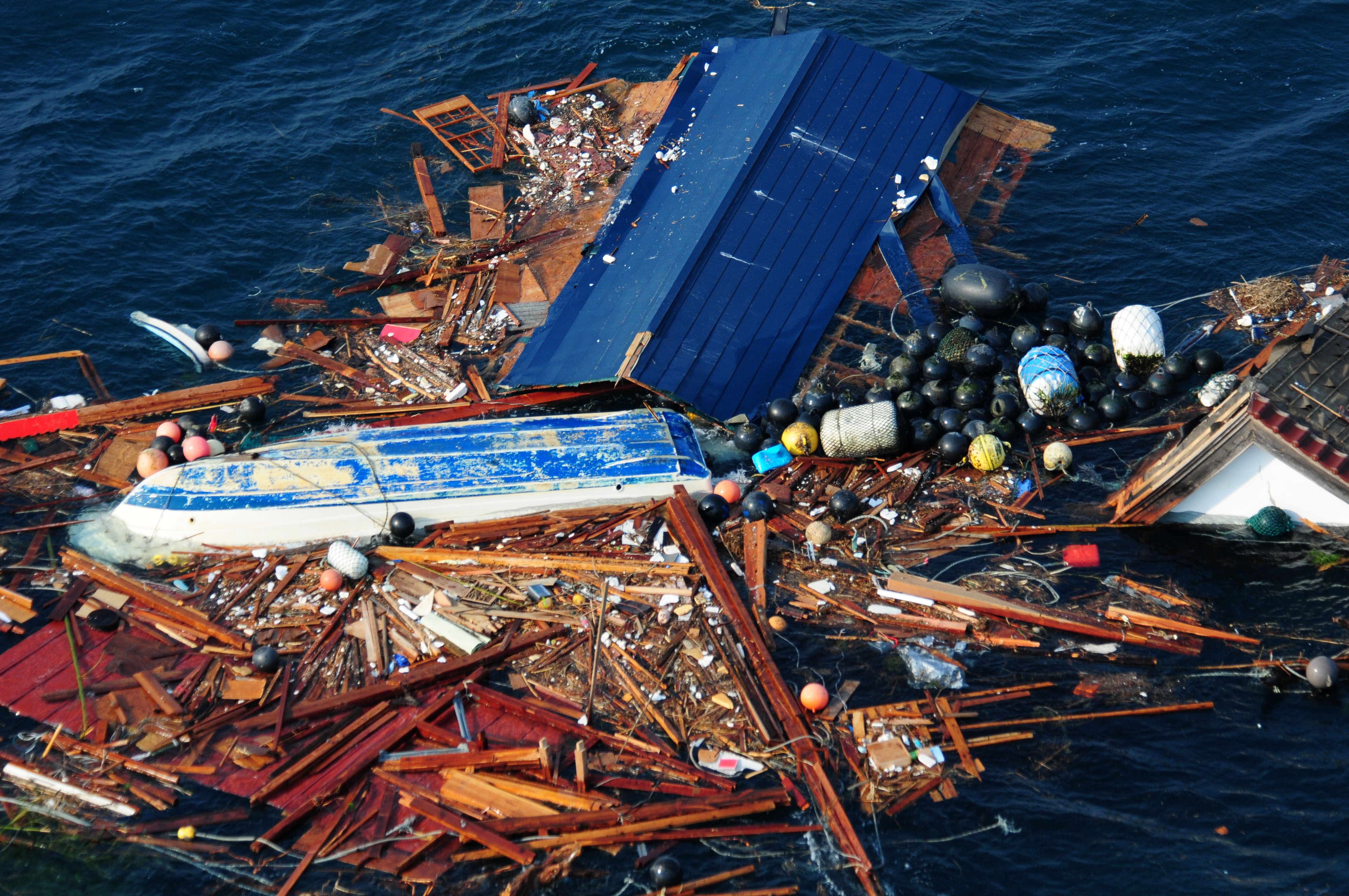
Trosky na volném moři, 13. března 2011, U.S. Navy

### On-line zpravodajství
- (anglicky) Japan earthquake Archivováno 13. 3. 2011 na Wayback Machine., Al Jazeera English
- (anglicky) Japan earthquake live coverage, BBC News
- (anglicky) Japan tsunami and earthquake, The Guardian
- (anglicky) Quake and tsunami, The New York Times
- (anglicky) Japan Earthquake Archivováno 24. 3. 2011 na Wayback Machine., Reuters
- (anglicky) NHK WORLD English, NHK (Japan Broadcasting Corporation)
- (anglicky) Update on Japan Earthquake, IAEA